# Parafia Najświętszej Maryi Panny Królowej Polski w Brzezince Średzkiej
Parafia Najświętszej Maryi Panny Królowej Polski w Brzezince Średzkiej – rzymskokatolicka parafia znajdująca się w dekanacie Miękinia w archidiecezji wrocławskiej. Została erygowana 26 czerwca 2006 roku. W jej skład wchodzą wsie: Gosławice, Lenartowice, Prężyce, Brzezinka Średzka oraz Brzezina.
Kościół parafialny Najświętszej Maryi Panny Królowej Polski znajduje się w Brzezince Średzkiej, kaplica mszalna pw. Najświętszego Serca Pana Jezusa w Prężycach, natomiast plebania w Gosławicach. Parafia administruje cmentarze w Brzezince Średzkiej, Prężycach oraz Lenartowicach. Proboszczem od początku powstania parafii jest ks. Piotr Zborowski.
W 2015 roku, dekretem abpa Józefa Kupnego, parafia w Wilkszynie oddała pod zarząd parafii w Brzezince Średzkiej miejscowość Brzezina oraz znajdujący się na jej terenie kościół filialny pw. Matki Bożej Różańcowej. 